# Turkiets U21-herrlandslag i fotboll
Turkiets U21-landslag i fotboll, kallat Umit Milli, är ett landslag för fotbollsspelare som är medborgare i Turkiet, 21 år gamla eller yngre vid den tidpunkt då ett kvalspel till en europeisk U21-turnering inleds. Vid själva turneringen får man vara max 23 år gammal.
Det finns också U20-, U19- och U17-landslag (för turneringar utanför Uefa). Så länge de är valbara kan spelare spela på vilken nivå som helst, vilket gör det möjligt att spela för U21-landslaget, seniorlandslaget och sedan igen för U21-landslaget, såsom Nuri Şahin bland annat gjort.